# Трисульфид дититана
Трисульфи́д дитита́на — неорганическое соединение, соль металла титана и сероводородной кислоты с формулой Ti2S3, чёрно-зелёные кристаллы, не растворимые в воде.

## Получение
- Осторожное разложение сульфида титана(IV) в инертной атмосфере:

{\displaystyle {\mathsf {2TiS_{2}\ {\xrightarrow {T}}\ Ti_{2}S_{3}+S}}}
- Действие сероуглерода на оксид титана(IV) при 800 °C:

{\displaystyle {\ce {2TiO2 + 3CS2 ->[800^oC]Ti2S3 + 3CO2 ^}}}

## Физические свойства
Трисульфид дититана образует чёрно-зелёные кристаллы.